# 인터파크뮤직플러스
인터파크뮤직플러스는 2018년에 설립된 대한민국의 연예 기획사이다.

## 이전 소속 연예인
- 라붐 (소연, 진예, 해인, 솔빈)
- 트렌드지 (하빛, 리온, 윤우, 한국, 라엘, 은일, 예찬)